# Koror (ville)
Pour les articles homonymes, voir Koror (homonymie).
Koror est la plus grande ville des Palaos et ancienne capitale de ce pays avant le déménagement du gouvernement à Ngerulmud dans l'État de Melekeok le 7 octobre 2006. Elle compte 9 018 habitants au recensement de 1990 et 8 744 selon une estimation de 2013. Située sur l'île de Koror, elle est aussi la plus grande ville et capitale de l'État de Koror.

## Géographie
Le centre-ville de Koror est situé sur la côte septentrionale de l'île de Koror mais la ville a peu à peu gagné le reste de l'île. Elle forme une agglomération avec les autres villes situées sur les trois îles avoisinantes pouvant être gagnées grâce à des ponts.

## Histoire
Entre la fin de la tutelle américaine en 1994 et le déménagement du gouvernement à Ngerulmud dans l'État de Melekeok le 7 octobre 2006, Koror était la capitale des Palaos.

## Économie
Les services administratifs, qui occupent une grande partie de la population active de la ville, se sont étendus sur l'île voisine de Babeldaob, située immédiatement au nord. Le tourisme est en pleine croissance (c'est à Koror que l'on trouve le musée national) ; mais de nombreux insulaires exercent encore une activité liée à la mer comme la pêche, les conserveries de thon, la navigation, etc.

## Jumelage
- Davao (Philippines)
- Manado (Indonésie)